# Barleria courtallica
Barleria courtallica är en akantusväxtart som beskrevs av Christian Gottfried Daniel Nees von Esenbeck. Barleria courtallica ingår i släktet Barleria och familjen akantusväxter. Inga underarter finns listade i Catalogue of Life.

## Bildgalleri

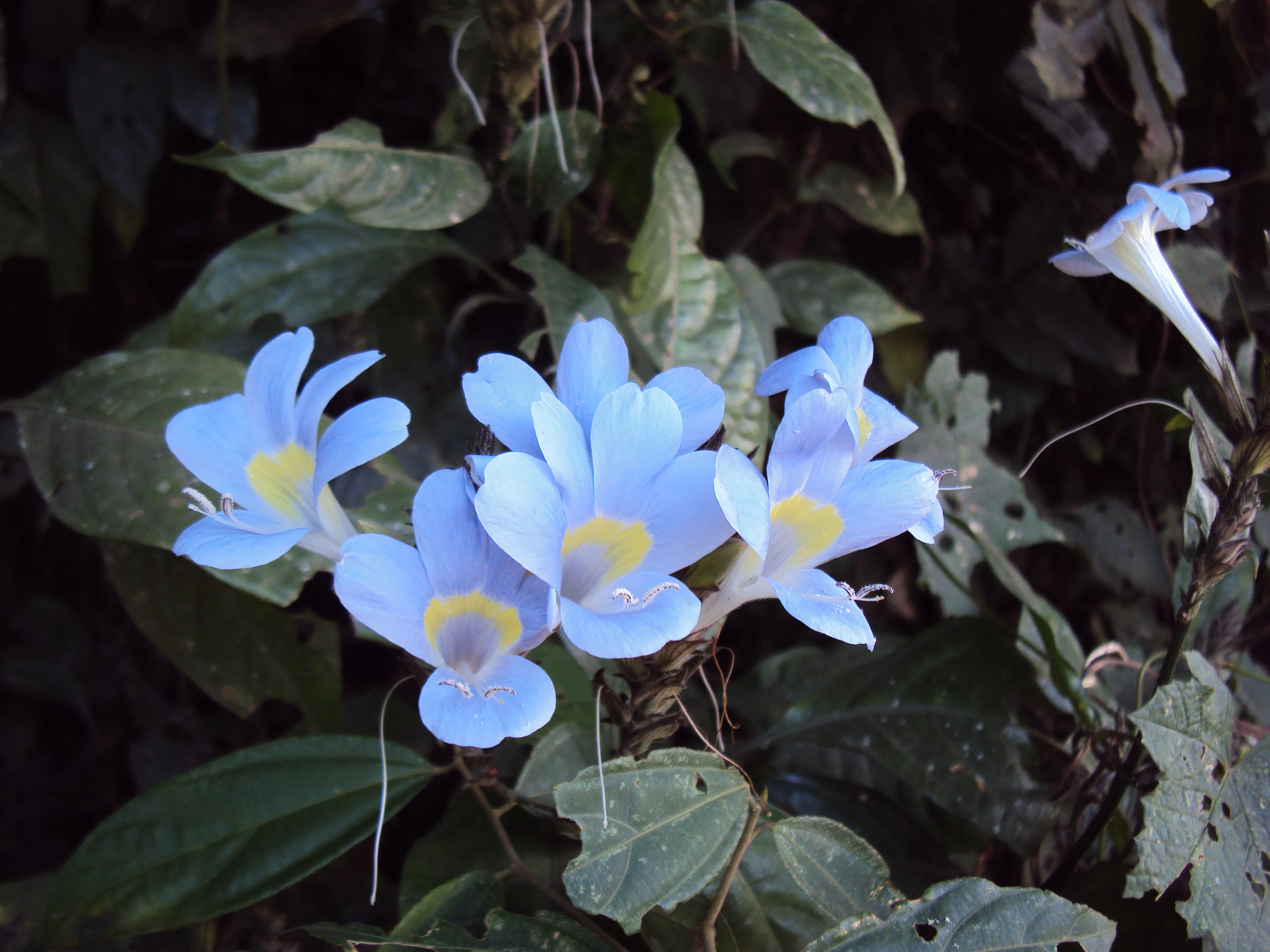
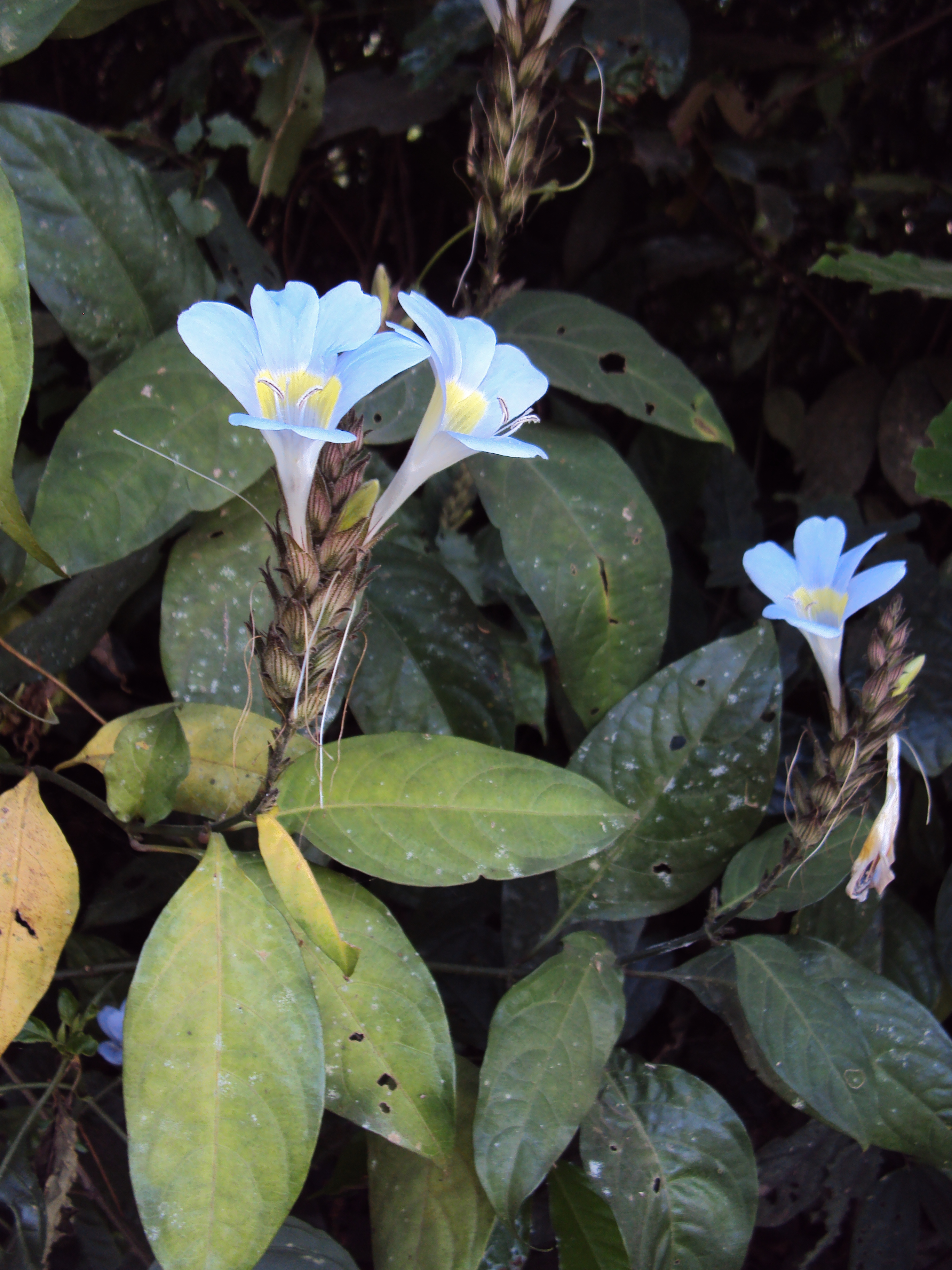
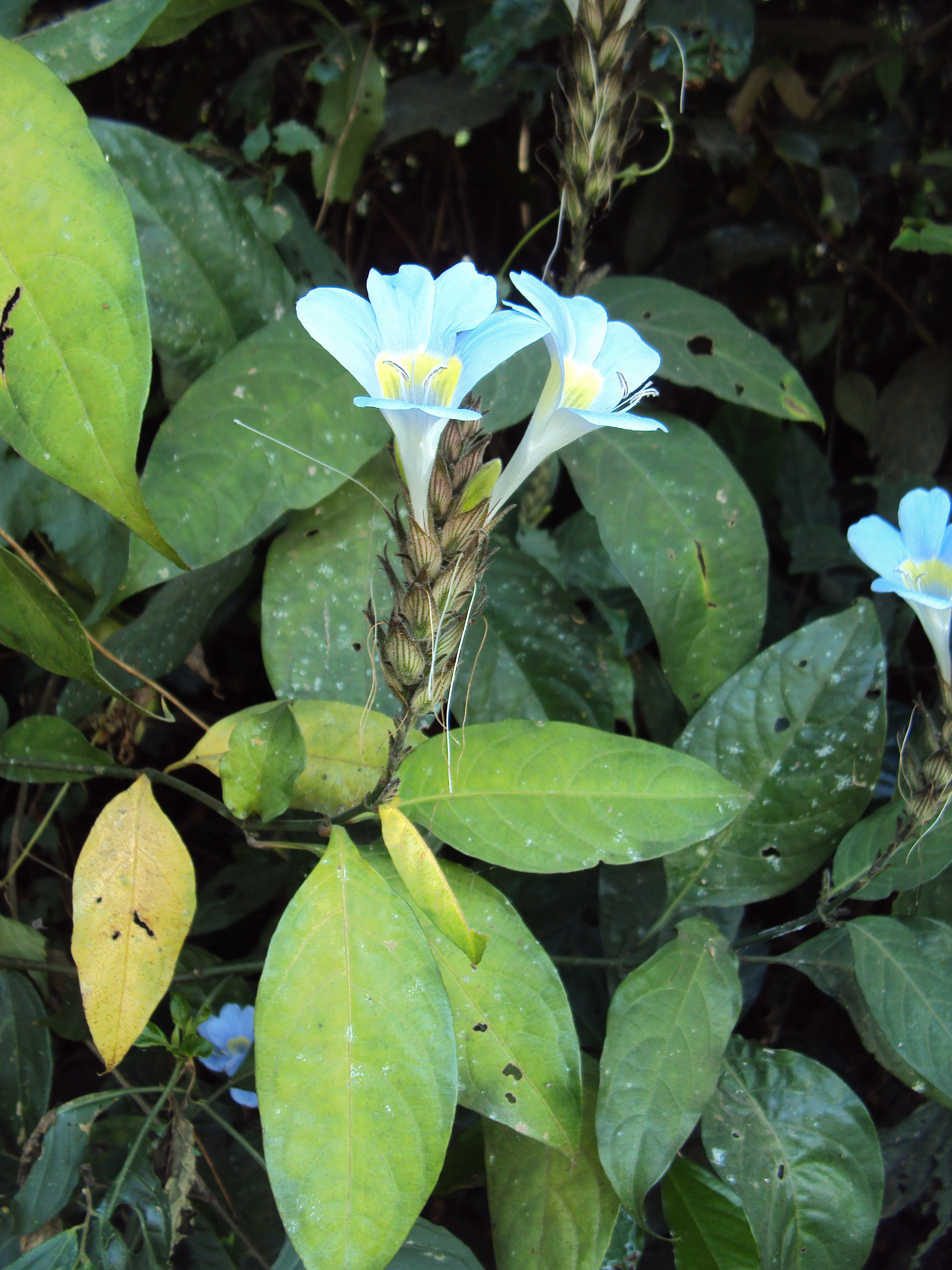
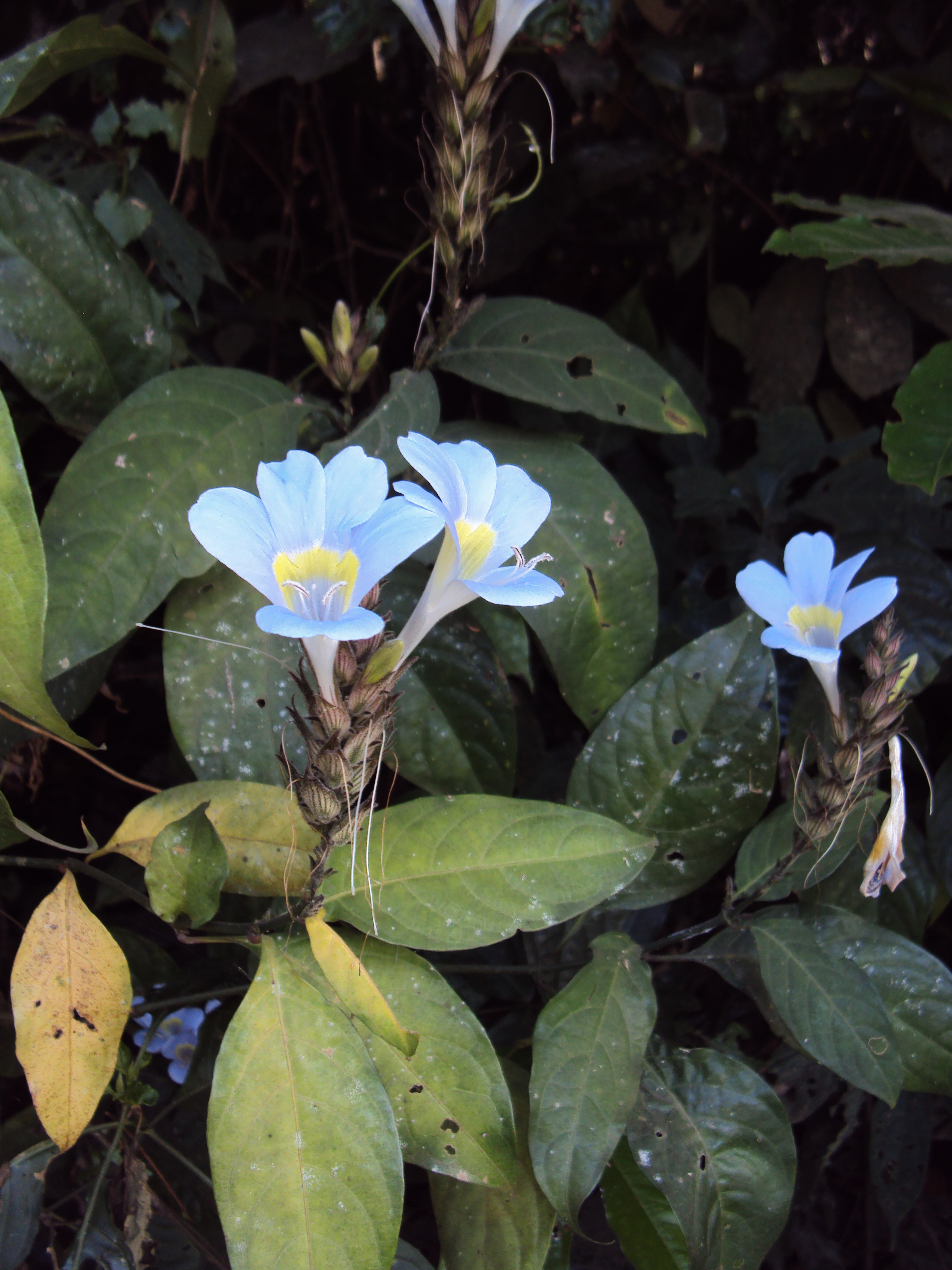